# Centaurea lagascana
Centaurea lagascana là một loài thực vật có hoa trong họ Cúc. Loài này được Graells mô tả khoa học đầu tiên năm 1859.